# St. Helenabaai
St. Helenabaai este un oraș din provincia Wes-Kaap, Africa de Sud.